# Proprietà tixotropica
La proprietà tixotropica (vedi tissotropia) è caratteristica di alcuni tipi di argille (montmorrillonite e vermiculite), e consiste nella capacità di idratazione fino al doppio del volume originario; questo è possibile a causa della particolare distanza di 100 nm tra i foglietti ottaedrici e tetraedrici.
È questa proprietà assieme alla capacità di catturare ioni liberi che le rende importanti dal punto di vista agrario.